# Turistická značená trasa 0008
Turistická značená trasa 0008 je červeně vyznačená 20,5 kilometru dlouhá pěší trasa Klubu českých turistů vedená z Uhříněvsi přes Královice, Koloděje, Běchovice a Klánovice do Úval. Je bez většího převýšení.

## Popis trasy
Od nádraží v Uhříněvsi vede trasa východním směrem k Oboře. Přes Netluky dojde do Královic, kde je v centru obce krátká odbočka k tvrzi a za obcí krátká odbočka k hradišti. Cesta pokračuje severně do Kolodějí, u kostela zabočí na západ a obejde zámek. Za zámeckou oborou se vydá severně k Běchovicím, před podjezdem trati 011 odbočí východně a podél této trati dojde k lesu a lesem až na nádraží v Klánovicích. Za podchodem na druhé straně trati pak vede podél kolejí dál východním směrem lesem k dalšímu podchodu pod tratí. Na druhé straně kolejí pokračuje do Úval, kde u nádraží končí.
| Km   | Místo                   | Navazující a křižující trasy | Nadm. výška |
| ---- | ----------------------- | ---------------------------- | ----------- |
| 0    | Uhříněves (žst)         | 1003, 3059                   | 298 m       |
| 0,2  | Picassova (bus)         | 1003                         | 313 m       |
| 2    | Netluky                 |                              | 307 m       |
| 5    | Královice               |                              | 284 m       |
| 6    | Šance                   |                              |             |
| 8,5  | Koloděje                |                              |             |
| 12   | Běchovice (bus)         |                              | 240 m       |
| 15   | Blatov (rozc.)          | 3117                         | 251 m       |
| 16   | Nádraží Klánovice jih   | 0010, 1003, 3117, 6001, 9085 | 254 m       |
| 16   | Nádraží Klánovice sever | 1003, 6001, 9085             | 254 m       |
| 16,5 | Zálesí                  | 6001, 9085                   | 256 m       |
| 19   | Klánovický les (rozc.)  | 3117, 9085                   | 252 m       |
| 20,5 | Úvaly (žst)             | 0009, 3134                   |             |

## Zajímavá místa
- Obora v Uhříněvsi - přírodní park
- Skupina památných dubů u Říčanky v Uhříněvsi
- Hraniční dub v Uhříněvsi
- Královice (tvrz)
- Kostel svaté Markéty
- Hradiště Šance (Královice)
- Kolodějský hřbitov
- Koloděje (zámek) s památným dubem letním
- bývalý zájezdní hostinec v Běchovicích
- Hol - zaniklá osada
- Žák - zaniklý rybník

## Veřejná doprava
Cesta začíná u nádraží v Uhříněvsi. Prochází kolem zastávek MHD Picassova, Netluky, Královice, Koloděje, Pod Oborou, Kolodějská Obora a Běchovice, poblíž železniční zastávky Praha-Běchovice, přes železniční zastávku Praha-Klánovice a končí u nádraží v Úvalech.